# Canadá nos Jogos Olímpicos de Verão de 1976
O Canadá competiu nos Jogos Olímpicos de Verão de 1976, de Montreal, sendo o país-sede dos Jogos. O País não teve uma ótima participação nas olimpíadas, tendo ficado sem conquistar uma única medalha de Ouro.

## Medalhas

### Prata
- Atletismo - Greg Joy
- Canoagem - John Wood
- Hipismo - Michel Vaillancourt